# Blancheville
Blancheville est une ancienne commune française du département de la Haute-Marne en région Grand Est. Elle est associée à celle d'Andelot en 1973, formant ainsi la nouvelle commune d'Andelot-Blancheville.

## Toponymie
Anciennement mentionné : Villa Nova (1155), Blainche Vile (vers 1252), Blanche Ville (1268), Blaincheville (1275), Blanca Villa (XIVe siècle), Blancheville (1548).

## Histoire
D'abord simple hameau, appelé la Neuville ou la Ville-Neuve ; érigé en village et appelé Blancheville à la suite d'un acte de pariage intervenu entre Jean, abbé de Septfontaines et Blanche de Navarre, comtesse de Champagne, au mois d'avril 1220.
En 1789, ce village fait partie de la province de Champagne dans le bailliage de Chaumont et la prévôté d'Andelot.
Le 1er octobre 1973, la commune de Blancheville est rattachée sous le régime de la fusion-association à celle d'Andelot qui devient Andelot-Blancheville.

## Politique et administration

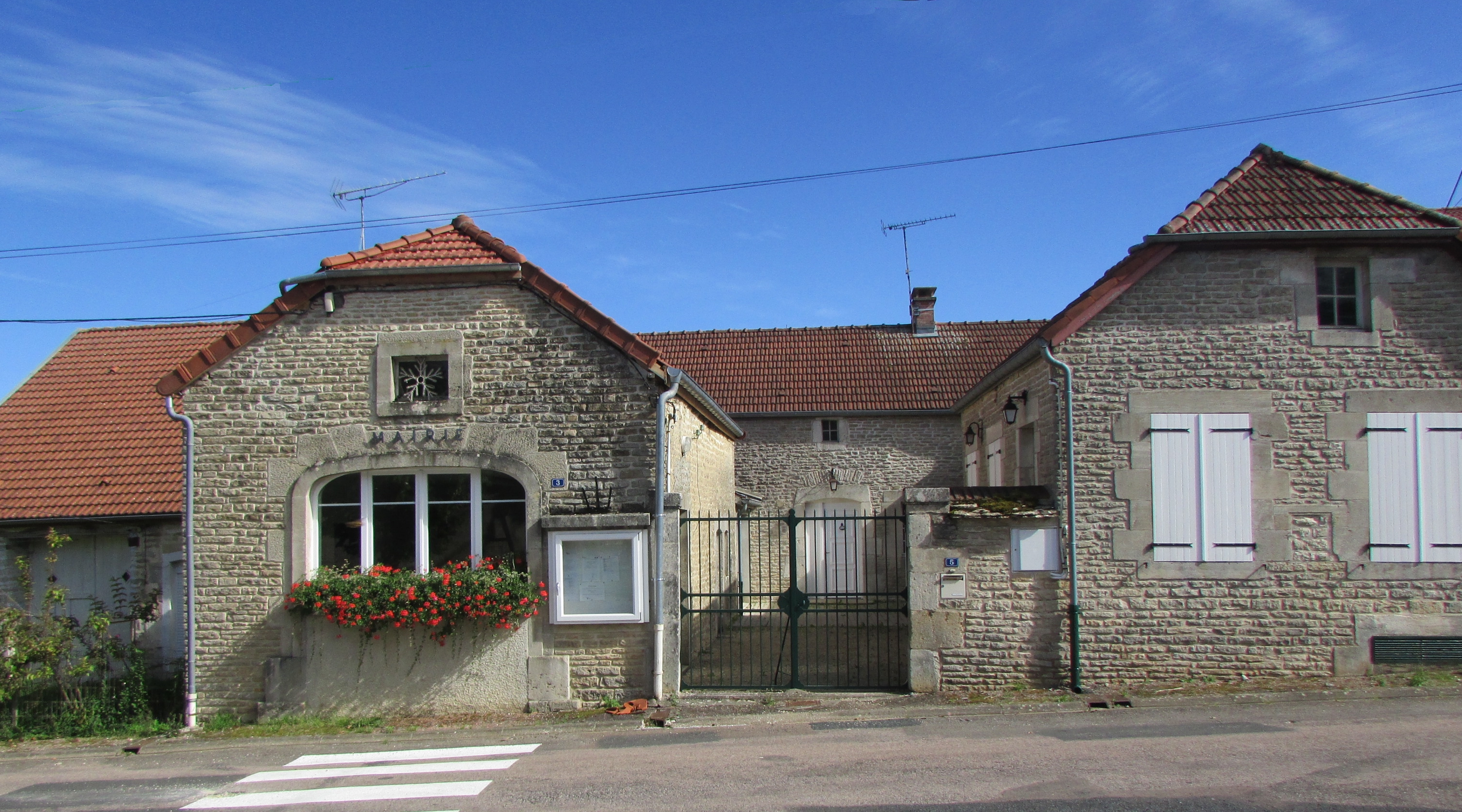
La mairie.

| Période                                  | Période  | Identité           | Étiquette | Qualité |
| ---------------------------------------- | -------- | ------------------ | --------- | ------- |
| 2014                                     | En cours | Loëtitia Henrissat | LR        |         |
| Les données manquantes sont à compléter. |          |                    |           |         |

## Démographie
| 1793 | 1800 | 1806 | 1821 | 1831 | 1836 | 1841 | 1846 | 1851 |
| ---- | ---- | ---- | ---- | ---- | ---- | ---- | ---- | ---- |
| 180  | 181  | 187  | 195  | 202  | 203  | 192  | 200  | 209  |

| 1856 | 1861 | 1866 | 1872 | 1876 | 1881 | 1886 | 1891 | 1896 |
| ---- | ---- | ---- | ---- | ---- | ---- | ---- | ---- | ---- |
| 175  | 184  | 194  | 189  | 170  | 159  | 147  | 169  | 156  |

| 1901 | 1906 | 1911 | 1921 | 1926 | 1931 | 1936 | 1946 | 1954 |
| ---- | ---- | ---- | ---- | ---- | ---- | ---- | ---- | ---- |
| 164  | 164  | 136  | 125  | 114  | 122  | 119  | 109  | 110  |

| 1962 | 1968 | - | - | - | - | - | - | - |
| ---- | ---- | - | - | - | - | - | - | - |
| 104  | 97   | - | - | - | - | - | - | - |

## Lieux et monuments

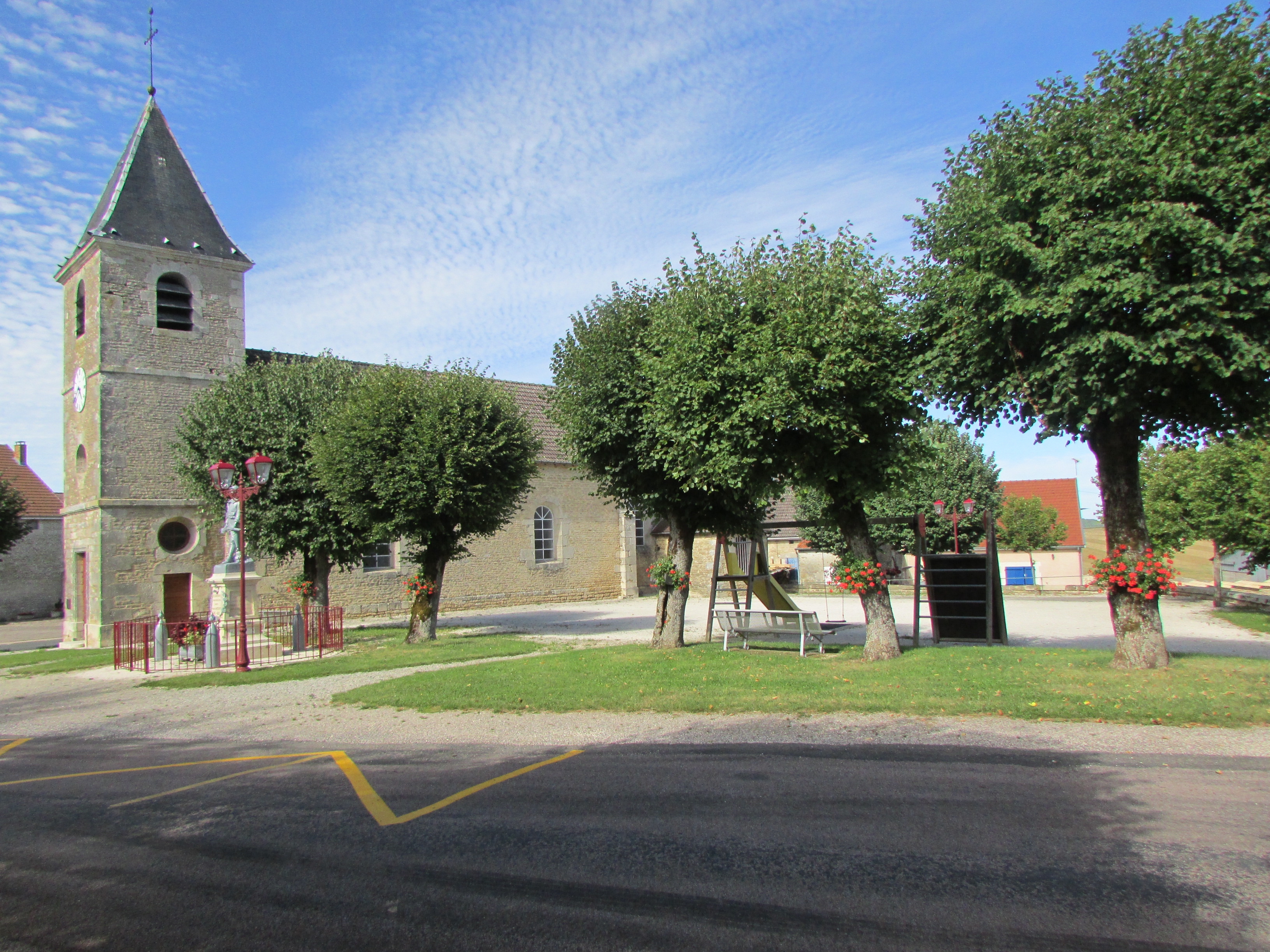
L'église.
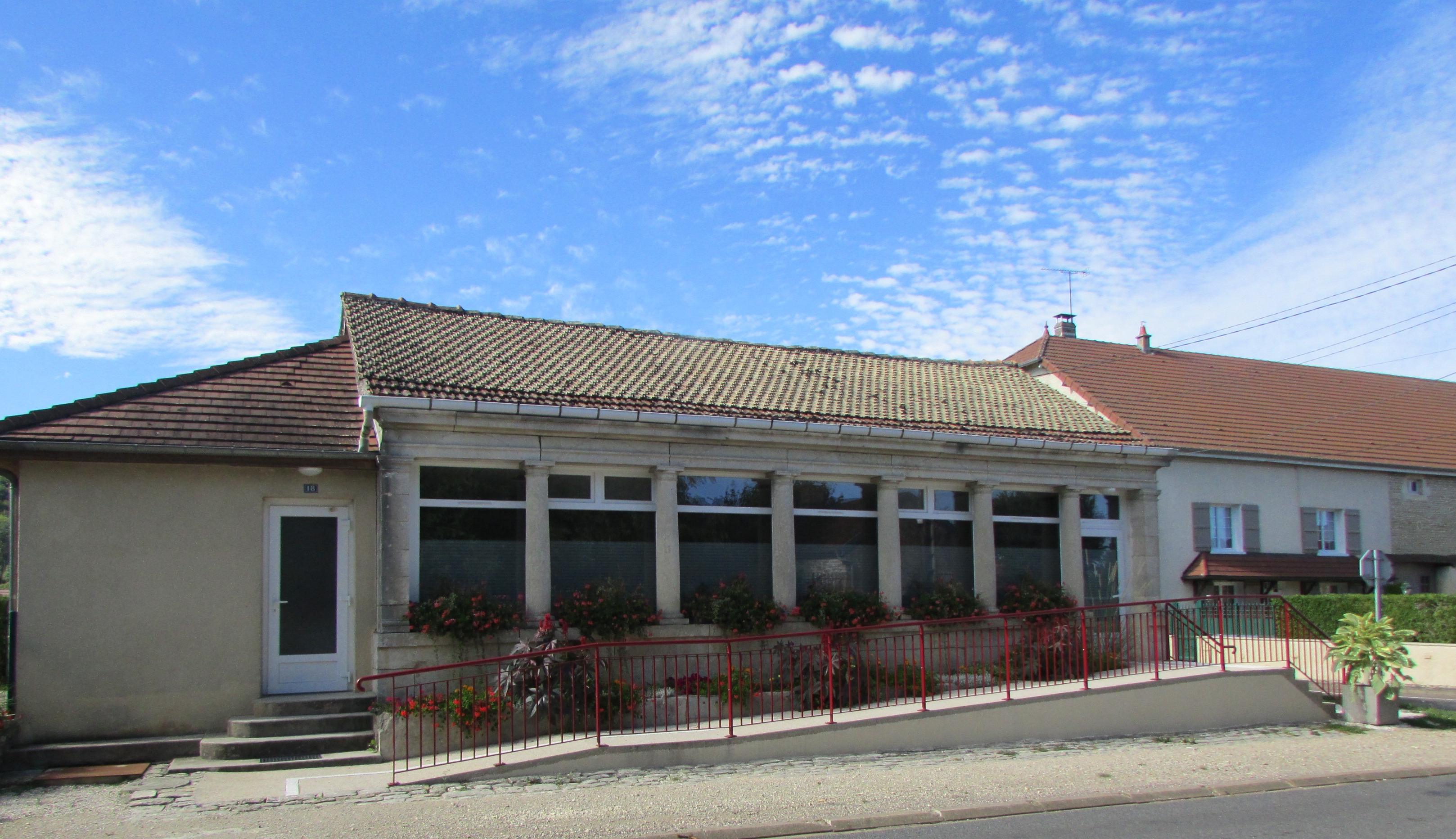
L'ancien lavoir.